# Марха (притока Вілюя)
Марха — річка у Східному Сибіру, протікає по території Мирнинського та Нюрбінського улусів Республіки Саха (Якутія) в Росії. Ліва притока Вілюю. Належить до водного басейну моря Лаптєвих.

## Географія

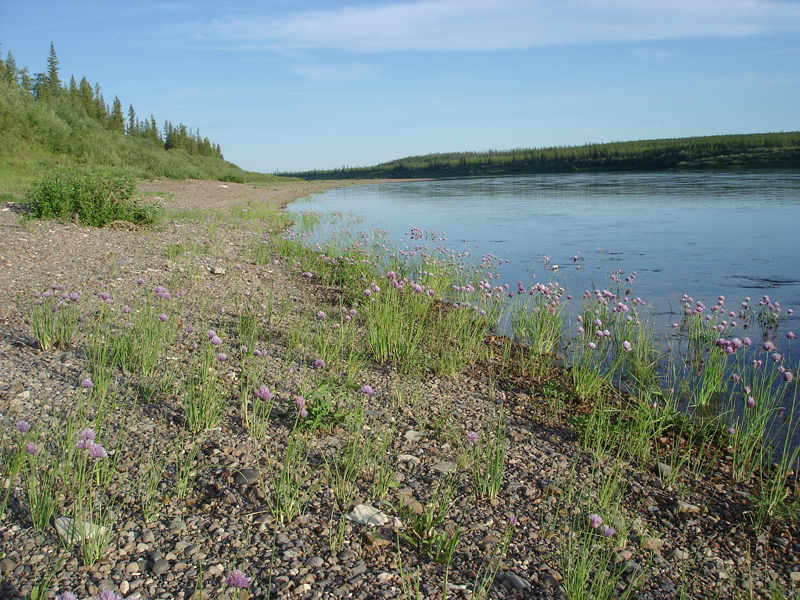
Вид на річку Марха з берега

Витік річки знаходяться на Вілюйському плато, далі протікає в східному, південно-східному і південному напрямку по Центральноякутській рівнині, де за 5 км на південь від села Жархан, впадає у річку Вілюй з лівого берега. Довжина Мархи — 1181 км, площа басейну — 99 тис. км². Зими в районі річки — одні із найсуворіших в Північній півкулі, річка повністю перемерзає більш ніж на 5 місяців, а у верхів'ях — до 7 місяців. Судноплавна від гирла річки Моркока, на ділянці в 585 км, під час паводку до — 984 км. У басейні — родовища алмазів.

## Гідрологія
Живлення річки переважно снігове. Повінь з кінця травня по серпень. Замерзає в кінці вересня — початку жовтня, розкривається в кінці травня — початку червня. Середньорічна витрата води за 159 км від гирла становить 405,48 м³/с (максимальна середньомісячна — 2 173,86 м³/с). Середньорічна витрата води за 382 км від гирла — 391,11 м³/с, за 849 км — 100,48 м³/с.
Нижче наводиться діаграма середньомісячної витрати води за 51 рік спостережень (з 1938 по 1994 роки) з контрольно-вимірювальної станції в селі Маликай, за 159 км від гирла (89% водозбору).

## Притоки
Річка Марха приймає близько сотні різноманітних приток. Найбільші із них (від витоку до гирла):
| Назва притоки    | Довжина,(км) | Площа водозбірного басейну,(км²) | Відстань від гирла Мархи,(км) | Витрата води,(м³/с) |
| ліві притоки     | ліві притоки | ліві притоки                     | ліві притоки                  | ліві притоки        |
| ---------------- | ------------ | -------------------------------- | ----------------------------- | ------------------- |
| Далдин           | 138          | 3 380                            | 944                           |                     |
| Юллегійєн        | 125          | 1 460                            | 523                           |                     |
| Хання            | 398          | 7 740                            | 489                           |                     |
| Накин            | 174          | 2 210                            | 424                           |                     |
| Конончаан        | 213          | 4 770                            | 82                            |                     |
| праві притоки    |              |                                  |                               |                     |
| Олдондо          | 154          | 1 900                            | 864                           |                     |
| Мархара          | 232          | 5 920                            | 766                           |                     |
| Моркока          | 841          | 32 400                           | 585                           | 116 (380 км)        |
| Курунг-Делінде   | 117          | 1 800                            | 409                           |                     |
| Улахан-Д'юктелі  | 156          | 2 750                            | 295                           |                     |
| Аччигий-Д'юктелі | 124          | 1 800                            | 254                           |                     |

## Населенні пункти
Береги Мархи малозаселені. Тут розташовано кілька невеликих населених пунктів, в основному у нижній течії (від витоку до гирла): Леппіріен, Шологонци (849 км від гирла), Чумпурук (382 км), Маликай (159 км), Биситтах, Улгумда, Енгольжа, Кіров, Жархан.